# Славин, Александр Маркович
Алекса́ндр Ма́ркович Сла́вин (31 декабря 1897, Бобруйск, Минская губерния — 23 января 1993) — зоотехник, подполковник ветеринарной службы, участник Советско-финской и Великой Отечественной войн. Герой Социалистического Труда (1966).

## Биография
Родился 31 декабря 1897 года в Бобруйске (ныне Могилевская область, Белоруссия) в еврейской семье; отец был дантистом. Учиился в хедере там же. В 1922 году уехал в Петроград.
В 1922—1927 годах учился в Ленинградском ветеринарном институте. В 1938 году окончил заочно Ленинградский зоотехнический институт.
После окончания института в 1927 году и до мобилизации в 1939 году работал:
- С 1927 года по 1932 год работал старшим ветеринарным врачом в совхозе «Скотовод» Голышмановского района Уральской области (ныне Тюменская область).
- С 1932 года по 1934 год работал ветеринарным врачом «Скотоводтреста» в города Свердловска (ныне Екатеринбург). По ложному доносу находился под следствием, как «вредитель». Дело прекращено за отсутствием состава преступления.
- С 1934 года по 1937 год работал ветврачом Зоотехнической опытной станции в Наро-Фоминском районе Московской области.
- С 1937 года по сентябрь 1939 года и с ноября 1940 года по июль 1941 года работал ветврачом совхоза «Фаустово» Виноградарского района Московской области.

С 7 сентября 1939 года по 30 октября 1940 года, а затем с июля 1941 года — в РККА. Участвовал в Советско-финской войне.
Участник Великой Отечественной войны с 9 июля 1941 года. Занимал должности начальника армейского ветеринарного лазарета № 487 10-й армии Западного фронта и 49-й армии 2-го Белорусского фронта, начальника фронтового ветеринарного лазарета № 304 2-го Белорусского фронта. Войну окончил в звании подполковника ветеринарной службы. Стал членом ВКП(б) в 1944 году.
После демобилизации в 1946 году работал:
- С 1946 года по 1947 год — ветрач совхоза Останкино, город Москва;
- С 1947 года по 1949 год — директор совхоза «Знамя Октября», город Москва;
- С 1949 года по 1953 год — старший зоотехник совхоза «Серп и Молот», Балашихинский район Московской области. В 1951 году по ложному обвинению во «вредительстве» с группой коллег находился под следствием. Оправдан. В 1952 году представлен к ордену «Знак Почёта», награждение не состоялось.
- C 1955 года по 1980 год — главный зоотехник совхоза «Белая Дача» в Люберецком районе Московской области. Активно внедрял принципы бережливого производства и методы научной организации труда. Под его руководством свиноферма совхоза стала визитной карточкой для делегаций высокого уровня, ее гостями в начале 1960-х были Никита Сергеевич Хрущёв, Первый секретарь ЦК Коммунистической партии Кубы Фидель Кастро и министр иностранных дел Израиля Голда Меир.

Указом Президиума Верховного Совета СССР от 22 марта 1966 года за достигнутые успехи в развитии животноводства, увеличении производства и заготовок мяса и другой продукции Славину Александру Марковичу присвоено звание Героя Социалистического Труда.
В 1970 году защитил диссертацию в области научной организации труда с присвоением звания кандидата экономических наук.
В 1980 году Александр Маркович ушёл на пенсию. Умер 23 января 1993 года.
4 сентября 2012 года в микрорайоне Белая Дача Люберецкого района Московской области у мемориала «Журавли» был установлен бюст Славина.

## Награды
- Медаль «Серп и Молот»
- Орден Ленина
- Два ордена Отечественной войны I степени (26 октября 1944, 15 августа 1945)
- Два ордена Отечественной войны II степени (6 ноября 1943, 11 марта 1985)
- Два ордена Трудового Красного Знамени (6 сентября 1973, 5 марта 1980)
- Орден "Знак почёта" (представлен к награждению в 1952 году руководством совхоза "Серп и Молот")
- Медаль «За боевые заслуги» (13 октября 1942)
- Медаль "За оборону Москвы"
- Медаль "Победы и свободы" (Польша)
- другие награды, среди них медали ВДНХ
- Заслуженный зоотехник РСФСР